# Élections législatives de 1902 dans l'Aude
Les élections législatives de 1902 ont eu lieu les 27 avril et 11 mai 1902.

## Députés élus
|   | Circonscription    | Député sortant            |  | Groupe parlementaire     | Député élu                  |  | Groupe parlementaire     |
| - | ------------------ | ------------------------- |  | ------------------------ | --------------------------- |  | ------------------------ |
| 1 | 1re de Carcassonne |                           |  |                          | Jules Sauzède               |  | Radical-socialiste       |
| 2 | 2e de Carcassonne  | Ferdinand Théron          |  | Radical-socialiste       | Ferdinand Théron            |  | Radical-socialiste       |
| 3 | Castelnaudary      | Antonin Senescail         |  | Radical                  | Olivier de Laurens-Castelet |  | Rallié                   |
| 4 | Limoux             | Étienne Dujardin-Beaumetz |  | Radical                  | Étienne Dujardin-Beaumetz   |  | Radical                  |
| 5 | 1re de Narbonne    | Ernest Ferroul            |  | Parti ouvrier français   | Émile Aldy                  |  | Socialiste parlementaire |
| 6 | 2e de Narbonne     | Paul Narbonne             |  | Socialiste parlementaire | Albert Sarraut              |  | Radical-socialiste       |

## Résultats à l'échelle du département
| Partis         | Partis                     | Premier tour | Premier tour | Deuxième tour | Deuxième tour | Sièges |
| Partis         | Partis                     | Voix         | %            | Voix          | %             | Sièges |
| -------------- | -------------------------- | ------------ | ------------ | ------------- | ------------- | ------ |
|                | Républicains progressistes |              |              |               |               | 2      |
|                | Radicaux-socialistes       |              |              |               |               | 1      |
|                | Radicaux                   |              |              |               |               | 2      |
|                | Ralliés                    |              |              |               |               | 0      |
|                | Parti ouvrier français     |              |              |               |               | 0      |
|                | Socialistes                |              |              |               |               | 0      |
|                | Monarchistes               |              |              |               |               | 0      |
|                | Divers                     |              |              |               |               | 0      |
|                |                            |              |              |               |               |        |
| Inscrits       | Inscrits                   |              | 100,00       |               | 100,00        | 5      |
| Votants        |                            |              |              |               |               |        |
| Abstentions    |                            |              |              |               |               |        |
| Blancs et nuls |                            |              |              |               |               |        |
| Exprimés       |                            |              |              |               |               |        |

## Résultats par arrondissement

### Arrondissement de Carcassonne

#### 1recirconscription
| Candidat       | Candidat           | Parti                                     | Premier tour | Premier tour |
| Candidat       | Candidat           | Parti                                     | Voix         | %            |
| -------------- | ------------------ | ----------------------------------------- | ------------ | ------------ |
|                | Jules Sauzède      | Radical-socialiste                        | 5 799        | 52,33        |
|                | Jean-Denis Guibert | PN                                        | 2 745        | 24,77        |
|                | Jean Marty         | Républicain progressiste anti-ministériel | 2 537        | 22,90        |
|                |                    |                                           |              |              |
| Inscrits       | Inscrits           | Inscrits                                  | 14 807       | 100,00       |
| Votants        | Votants            | Votants                                   | 11 202       | 75,65        |
| Abstention     | Abstention         | Abstention                                | 3 605        | 24,35        |
| Blancs et nuls | Blancs et nuls     | Blancs et nuls                            | 121          | 1,08         |
| Exprimés       | Exprimés           | Exprimés                                  | 11 081       | 98,92        |

#### 2ecirconscription
| Candidat       | Candidat         | Parti              | Premier tour | Premier tour |
| Candidat       | Candidat         | Parti              | Voix         | %            |
| -------------- | ---------------- | ------------------ | ------------ | ------------ |
|                | Ferdinand Théron | Radical-socialiste | 7 434        | 56,60        |
|                | D'ouvrier        | Monarchiste        | 5 701        | 43,40        |
|                |                  |                    |              |              |
| Inscrits       | Inscrits         | Inscrits           | 17 569       | 100,00       |
| Votants        | Votants          | Votants            | 13 364       | 76,07        |
| Abstention     | Abstention       | Abstention         | 4 205        | 23,93        |
| Blancs et nuls | Blancs et nuls   | Blancs et nuls     | 229          | 1,71         |
| Exprimés       | Exprimés         | Exprimés           | 13 135       | 98,29        |

### Arrondissement de Castelnaudary
| Candidat       | Candidat                    | Parti              | Premier tour | Premier tour | Deuxième tour | Deuxième tour |
| Candidat       | Candidat                    | Parti              | Voix         | %            | Voix          | %             |
| -------------- | --------------------------- | ------------------ | ------------ | ------------ | ------------- | ------------- |
|                | Olivier de Laurens-Castelet | Rallié             | 4 313        | 38,17        | 4 767         | 41,21         |
|                | Antonin Senescail           | Radical            | 3 570        | 31,60        | 3 841         | 33,20         |
|                | Charles Georgin             | Radical-socialiste | 3 415        | 30,23        | 2 960         | 25,59         |
|                |                             |                    |              |              |               |               |
| Inscrits       | Inscrits                    | Inscrits           | 14 527       | 100,00       | 14 522        | 100,00        |
| Votants        | Votants                     | Votants            | 11 520       | 79,30        | 11 672        | 80,37         |
| Abstention     | Abstention                  | Abstention         | 3 007        | 20,70        | 2 850         | 19,63         |
| Blancs et nuls | Blancs et nuls              | Blancs et nuls     | 222          | 1,93         | 104           | 0,89          |
| Exprimés       | Exprimés                    | Exprimés           | 11 298       | 98,07        | 11 568        | 99,11         |

### Arrondissement de Limoux
| Candidat       | Candidat                  | Parti          | Premier tour | Premier tour |
| Candidat       | Candidat                  | Parti          | Voix         | %            |
| -------------- | ------------------------- | -------------- | ------------ | ------------ |
|                | Étienne Dujardin-Beaumetz | Radical        | 10 316       | 71,42        |
|                | M. Lafont                 |                | 2 878        | 19,92        |
|                | M. Alard                  |                | 1 251        | 8,66         |
|                |                           |                |              |              |
| Inscrits       | Inscrits                  | Inscrits       | 20 408       | 100,00       |
| Votants        | Votants                   | Votants        | 14 890       | 72,96        |
| Abstention     | Abstention                | Abstention     | 5 518        | 27,04        |
| Blancs et nuls | Blancs et nuls            | Blancs et nuls | 445          | 2,99         |
| Exprimés       | Exprimés                  | Exprimés       | 14 445       | 97,01        |

### Arrondissement de Narbonne

#### 1recirconscription
| Candidat       | Candidat       | Parti                    | Premier tour | Premier tour | Deuxième tour | Deuxième tour |
| Candidat       | Candidat       | Parti                    | Voix         | %            | Voix          | %             |
| -------------- | -------------- | ------------------------ | ------------ | ------------ | ------------- | ------------- |
|                | Émile Aldy     | Socialiste               | 5 754        | 48,63        | 6 191         | 51,70         |
|                | Adolphe Turrel | Républicain progressiste | 3 531        | 29,84        | 5 780         | 48,26         |
|                | Liouville      | Républicain progressiste | 2 548        | 21,53        | 5             | 0,04          |
|                |                |                          |              |              |               |               |
| Inscrits       | Inscrits       | Inscrits                 | 15 681       | 100,00       | 15 680        | 100,00        |
| Votants        | Votants        | Votants                  | 11 948       | 76,19        | 12 123        | 77,32         |
| Abstention     | Abstention     | Abstention               | 3 733        | 23,81        | 3 557         | 22,68         |
| Blancs et nuls | Blancs et nuls | Blancs et nuls           | 115          | 0,96         | 147           | 1,21          |
| Exprimés       | Exprimés       | Exprimés                 | 11 833       | 99,04        | 11 976        | 98,79         |

#### 2ecirconscription
| Candidat       | Candidat       | Parti              | Premier tour | Premier tour |
| Candidat       | Candidat       | Parti              | Voix         | %            |
| -------------- | -------------- | ------------------ | ------------ | ------------ |
|                | Albert Sarraut | Radical-socialiste | 7 435        | 50,96        |
|                | M. Poubelle    |                    | 4 020        | 27,55        |
|                | M. Bouffet     |                    | 3 135        | 21,49        |
|                |                |                    |              |              |
| Inscrits       | Inscrits       | Inscrits           | 18 666       | 100,00       |
| Votants        | Votants        | Votants            | 14 744       | 78,99        |
| Abstention     | Abstention     | Abstention         | 3 922        | 21,01        |
| Blancs et nuls | Blancs et nuls | Blancs et nuls     | 154          | 1,04         |
| Exprimés       | Exprimés       | Exprimés           | 14 590       | 98,96        |